# Чень Юфей
Чень Юфей (кит.: 陈雨菲, нар. 1 березня 1998) — китайська бадмінтоністка, олімпійська чемпіонка 2020 року.

## Виступи на Олімпіадах
| Олімпіада  | Дисципліна       | Місце |
| ---------- | ---------------- | ----- |
| Токіо 2020 | одиночний розряд | 1     |